# 奥吉拉语
奥吉拉语或奥季拉语，在利比亚昔兰尼加地区的奥吉拉绿洲使用的一种语言，属于柏柏尔语族。联合国教科文组织将其列为严重濒危语言，由于该语言最年轻的使用者们已经都是人到中年或超过中年了。该语言与其他的柏柏尔语有着显著的区别，它还保存在原始柏柏尔语的辅音*β。